# Жолткевич, Александр Ферапонтович
Алекса́ндр Ферапо́нтович Жолтке́вич (4 [16] января 1872, Волица-Керекешина, Хмельницкая область — 2 июня 1943, Горький) — русский и советский скульптор, участник революционного движения периода 1890-х — начала 1900-х годов.

## Биография
Родился 4 [16] января 1872 года в селе Волица-Керекешина (Староконстантиновская волость, Староконстантиновский уезд, Волынская губерния, Российская империя), в многодетной семье священника. Потомственный почетный гражданин.
Не окончив гимназию, увлекся революционной деятельностью, стал активным членом Южно-Российского рабочего союза, осуществлявшего народническую деятельность в Одесском уезде Херсонской губернии. Занимался пропагандой и агитацией среди рабочих, распространением нелегальной литературы, руководством рабочими кружками, организацией собраний и сходок. Арестован во время разгрома организации в 1895 году, 22 месяца провел в одиночном заключении в Одесской тюрьме, затем был выслан этапом в Верхоленск, куда прибыл в январе 1897 года. Отбывал ссылку также в Красноярске, Иркутске, Енисейске. В ссылке сблизился с народовольцем, впоследствии одним из создателей партии социалистов-революционеров А. В. Гедеоновским, а также анархистом Я. К. Махайским, общался с А. М. Лежавой, И. М. Роммом, Н.Е. Федосеевым. В тюрьме начал писать стихи, что позднее считал своим основным призванием.
В Иркутске познакомился с Анной (Ханой) Исааковной Крючкович из еврейской семьи ссыльно-поселенца из Шклова Могилевской губернии. 20 декабря 1900 года (ст.ст.) у них родилась дочь Лидия (художница Лидия Александровна Жолткевич).
В 1902 году по окончании срока ссылки вернулся с семьей в Волынскую губернию. Состоял под негласным надзором полиции, но продолжал заниматься подпольной революционной деятельностью, в том числе в Житомире, неоднократно выезжал в Варшаву, Женеву, Финлядию для организации связей с зарубежными ячейками.
В 1908 году в связи с усилением политического давления эмигрировал с семьей во Францию, где первое время продолжал участвовать в революционной деятельности.
В Париже Жолткевич начал посещать уроки Ж.-А. Инжальбера в Академии Коларосси (Académie Colarossi), затем перешел в Академию де ла Гранд Шомьер (Académie de la Grande Chaumière), где в 1909—1910 годах учился у Э. А. Бурделя. Мастер выделил талантливого самородка среди учеников и предложил совмещать занятия в классе с работой помощника («пратисьена») в личной мастерской, позже доверив ему часть работ по увеличению своей скульптуры «Геракл-лучник». Однако вскоре Жолткевич прекратил обучение и сосредоточился на самостоятельных поисках своего творческого кредо. С 1910 года оставил революционную деятельность, полностью отдавшись творчеству.
В 1910—1917 годах Жолткевич жил и работал в монпарнасском «Улье» (La Ruche), где в тот период работали М. Шагал, Х. Сутин, Н. Альтман, А. Архипенко, С. Булаковский, М. Кикоин,  Ж. Липшиц, Л. Инденбаум, Г. Делюк, Д. Штеренберг и другие. На этот период приходится наибольшая творческая активность скульптора, создавшего значительный ряд декоративно-монументальных композиций преимущественно в формах модерна, выполненных в различных материалах (гипс, мрамор, бронза). На некоторых скульптурах нанесены стихи Жолткевича, отражающие глубинный смысл произведения. На бронзовых скульптурах Жолткевича стоит клеймо литейной мастерской К. Вальсуани («Cire perdue/C. VaLsuani /Paris») – признанного специалиста в области литься по выплавляемым восковым моделям, работавшего с такими мастерами как Э. А. Бурдель, О. Роден, П. Трубецкой, А. Матисс, П.-О. Ренуар, П. Пикассо.
Талант Жолткевича отмечал А. В. Луначарский, посвятивший ему статью из цикла «Молодая Россия в Париже», написанного для газеты «Киевская мысль» в 1914 году . Уже первые работы скульптора привлекли внимание профессиональной среды (так, работа «Автопортрет» (1909) отмечена Я. А. Тугендхольдом в рецензии на выставку, открытую в Литературно-художественном обществе в Париже в октябре 1910 года).
Произведения Жолткевича экспонировались на выставках Осеннего салона (1911, 1913), Салона Независимых (1911—1913), Национального общества изобразительных искусств (1912, 1914), Ассоциации французских художников (1914), Общества друзей искусств (1914, серебряная медаль). Работы скульптора отмечались в прессе того периода (отзывы французских и бельгийских газет и журналов утеряны в архиве МОССХ в 1941 году).
В этот же период Жолткевич активно участвовал в творческой и общественной жизни русской художественной колонии в Париже, в том числе в 1914 году входил в состав организационного комитета и отборочного жюри «Русско-французской выставки», организованной по инициативе Я. А. Тугендхольда и проходившей в здании «Улья», а также был её участником (планы по последующей демонстрации выставки в Москве не были реализованы в связи с началом Первой мировой войны). В состав оргкомитета и жюри входил в том числе президент Осеннего салона Ф. Журден; среди экспонентов были А. Матисс, Ж. Брак, А. Майоль, Э. А. Бурдель, М. Шагал, Ж. Липшиц, Х. Орлова и другие.
В 1917 году после Февральской революции и объявления политической амнистии вернулся в Россию, оставив в мастерской все работы. Вначале жил в Петрограде у товарища по революционной деятельности А. А. Мейера, в 1918 году в связи с обострившейся болезнью легких уехал с семьей в Крым. Работал в комиссии по охране памятников старины Управления Южнобережных советских хозяйств Крыма, отделах Наркомпроса; один из организаторов и председатель правления Профессионального союза художников, скульпторов и архитекторов. В 1918 году принимал участие в художественной выставке «Искусство в Крыму» в Ялте (среди других участников — И. Я. Билибин, М. А. Волошин, А. С. Голубкина, И. Е. Репин).
В 1921 году по вызову наркома просвещения А. В. Луначарского приехал с семьей в Москву. Назначен заведующим подотделом ИЗО Главполитпросвета, затем председателем Комитета по контролю над вывозом за границу научных и художественных ценностей Главнауки Наркомпроса РСФСР. В 1925—1926 годах вел курс скульптуры во ВХУТЕМАСе. Обвинения в формализме, напряженная работа в Наркомпросе и ухудшение здоровья, подорванного тюрьмой и ссылкой, вплоть до инвалидности, привели к тому, что в период конца 1920-х — конца 1930-х годов практически не занимался творческой деятельностью, выполнив лишь несколько работ по заказам Всекохудожника и других организаций (в том числе бюсты Л. Н. Толстого, Ф. М. Достоевского). Одна из работ поступила в фонд Музея живописной культуры.
В 1925 году скульптор О. С. Мещанинов привез из парижской мастерской Жолткевича 15 его произведений, среди которых «Волна» — модель фонтана (1913, бронза) и «На заре веков» (1912, мрамор) — яркие образцы его работ в стилистике модерна; участь остальных скульптур неизвестна.
С 1932 года — персональный пенсионер республиканского значения. С конца 1930-х годов сосредоточился на поэтическом творчестве.
Скончался в эвакуации 2 июня 1943 в городе Горьком (Нижний Новгород).
Произведения Жолткевича представлены в Государственной Третьяковской галерее, Государственном музее искусств Республики Каракалпакстан имени И. В. Савицкого в Нукусе, Государственном литературном музее, Нижегородском художественном музее, Тверской областной картинной галерее.

## Семья
Сестры — Клавдия, жена композитора Н. Д. Леонтовича; Лидия (1870—?), в замужестве Струменская (Струменский М. И.); Антонина, в замужестве Малеванская; Мария, в замужестве Саблучинская
Жена — Анна (Хана) Исааковна, ур. Крючкович (1875—1960)
- дочь — Лидия Александровна Жолткевич, художница (1901—1991)

## Выставки в России
- 1998 — Персональная выставка. Александр Ферапонтович Жолткевич. Скульптура. М., Государственный выставочный зал «Галерея на Солянке»
- 1940 — выставка скульптуры Московского союза советских художников. М., ГМИИ им. А. С. Пушкина: Каталог выставки. М.—Л., «Искусство», 1940
- 1991 — Русское искусство на заре XX века. М., Гос. Третьяковская галерея (без каталога)[14]
- 2000 — Русское искусство XVIII — начала XX века. Живопись. Скульптура. Новые поступления: Каталог выставки. М., 1999 (ГТГ)[14]
- 2025 — «Париж – Москва – ВХУТЕМАС… Александр и Лидия Жолткевич. 1910-е - 1930-е. Графика, живопись, скульптура. Из семейного собрания»: М., Мемориальная квартира Андрея Белого (отдел Государственного музея А.С. Пушкина). Каталог, М., 2024